# Sebastian Kruis
Alvaro Sebastian Kruis (Medellín (Colombia), 4 augustus 1989) is een Nederlands politicus voor de PVV. Sinds 16 juli 2024 is hij Europarlementariër.

## Biografie
Kruis werd geboren in de Colombiaanse stad Medellín, als kind van verslaafde ouders. Hij werd de eerste negen maanden verzorgd door een pleeggezin. Daarna werd hij geadopteerd door een gezin uit Zoetermeer, dat later nog twee Colombiaanse kinderen zou adopteren.
Zijn politieke visie vindt zijn oorsprong in zijn jeugd, toen hij bij het nemen van de Zoetermeerse tram mensen steeds hun hand op hun tas zag leggen, omdat ze vanwege zijn uiterlijk dachten dat hij een Marokkaan was. Naar aanleiding van de moord op Theo van Gogh ging hij zich verdiepen in partijen als het Vlaams Belang. Op zijn zeventiende meldde hij zich aan als vrijwilliger bij de PVV, en vanaf 2011 werkte hij bij de landelijke afdeling van de partij.
In 2014 werd Kruis lid van de Provinciale Staten van Zuid-Holland, als opvolger van Vicky Maeijer. Dit bleef hij tot het eind van de zittingsperiode in 2015.
In augustus 2018 werd Kruis gemeenteraadslid van Den Haag, nadat zijn voorganger Willie Dille zelfmoord had gepleegd. Bij de gemeenteraadsverkiezingen van 2022 was hij lijsttrekker van de PVV, en werd hij herkozen. De PVV ging van twee naar één zetel.
Bij de Europese verkiezingen van 2024 stond Kruis op de vierde plaats van de PVV-kandidatenlijst, en werd hij verkozen. Vanwege zijn nieuwe lidmaatschap van het Europees Parlement, stopte hij als raadslid van Den Haag, en ging hij daar verder als fractievertegenwoordiger.

## Persoonlijk
Kruis is getrouwd.